# Uroctonus mordax
Espèce
Synonymes
- Uroctonus mordax canaliculatus Karsch, 1879
- Vaejovis yosemitensis Ewing, 1928

Uroctonus mordax est une espèce de scorpions de la famille des Chactidae.

## Distribution
Cette espèce est endémique des États-Unis. Elle se rencontre en Californie, en Oregon et au Washington.

## Description
Les mâles mesurent de 33,25 à 52,05 mm et les femelles de 28,5 à 53,0 mm.

## Liste des sous-espèces
Selon The Scorpion Files (30/05/2020) :
- Uroctonus mordax mordax Thorell, 1876
- Uroctonus mordax pluridens Hjelle, 1972 de Californie (comtés de Santa Cruz et Santa Clara)

## Publications originales
- Thorell, 1876 : On the classification of Scorpions. Annals and Magazine of Natural History, sér. 4, vol. 17, no 97, p. 1–15 (texte intégral).
- Hjelle, 1972 : Scorpions of the northern California coast ranges (Arachnida : Scorpionida). Occasional Papers of the California Academy of Sciences, no 92, p. 1-59.